# Retje
Retje este o localitate din comuna Loški potok, Slovenia, cu o populație de 436 de locuitori.